# Íhor Trúnov
Íhor Serhíyovich Trúnov –en ucraniano, Ігор Сергійович Трунов– (10 de mayo de 1992) es un deportista ucraniano que compite en piragüismo en la modalidad de aguas tranquilas.
Ganó tres medallas en el Campeonato Mundial de Piragüismo en Aguas Tranquilas entre los años 2021 y 2023. En los Juegos Europeos de Cracovia 2023 consiguió dos medallas, oro en K2 500 m y plata en K4 500 m.
Además, obtuvo una medalla de bronce en el Campeonato Europeo de Piragüismo de 2017, que perdió posteriormente por dopaje.

## Palmarés internacional
| Campeonato Mundial | Campeonato Mundial     | Campeonato Mundial | Campeonato Mundial |
| Año                | Lugar                  | Medalla            | Competición        |
| ------------------ | ---------------------- | ------------------ | ------------------ |
| 2021               | Copenhague (Dinamarca) | Medalla de oro     | K4 500 m           |
| 2022               | Halifax (Canadá)       | Medalla de bronce  | K4 500 m           |
| 2023               | Duisburgo (Alemania)   | Medalla de bronce  | K4 500 m           |
| Juegos Europeos    |                        |                    |                    |
| Año                | Lugar                  | Medalla            | Competición        |
| 2023               | Cracovia (Polonia)     | Medalla de oro     | K2 500 m           |
| 2023               | Cracovia (Polonia)     | Medalla de plata   | K4 500 m           |
| Campeonato Europeo |                        |                    |                    |
| Año                | Lugar                  | Medalla            | Competición        |
| 2017               | Plovdiv (Bulgaria)     | DSC                | K2 500 m           |